# Wohnungseigentümergemeinschaft
Die Wohnungseigentümergemeinschaft (WEG) oder Gemeinschaft der Wohnungseigentümer (GdWE) ist im Wohnungseigentumsrecht in Deutschland die Gesamtheit der Teil- und Wohnungseigentümer einer Wohnungseigentumsanlage. Der Begriff Gemeinschaft der Wohnungseigentümer wird auch in § 9a WEG verwendet und vermeidet die Doppeldeutigkeit der Abkürzung WEG für das Wohnungseigentumsgesetz und für die Gemeinschaft.

## Allgemeines
Sämtliche Wohnungs- und Teileigentümer sind in der Wohnungseigentümergemeinschaft zusammengeschlossen. Ihr Wohnungs- und Teileigentum muss somit 100 % der Stimmrechte in der Wohnungseigentümerversammlung – dem Organ der Wohnungseigentümergemeinschaft – ergeben.

## Rechtsfragen
Die Wohnungseigentümergemeinschaft entsteht mit der Einräumung von Wohnungseigentum nach § 3 WEG, die Mitgliedschaft in der Wohnungseigentümergemeinschaft ist mit dem Wohnungseigentum untrennbar verbunden. Organe der Wohnungseigentümergemeinschaft sind die Wohnungseigentümerversammlung und die Wohnungseigentumsverwaltung; der Verwaltungsbeirat ist zwar kein Organ im Sinne des § 31 BGB, wirkt jedoch an der Verwaltung beratend mit. Zum entscheidenden Organ wurde die Eigentümerversammlung, deren rechtliche Ausgestaltung man im Interesse einer effektiven Verwaltung teilweise dem Gesellschaftsrecht entlehnte; daneben wurde zwingend die Bestellung eines Verwalters als Fremdorgan vorgesehen. Die Wohnungseigentümerversammlung muss mindestens einmal im Jahr vom Verwalter einberufen werden (§ 24 Abs. 1 WEG).
Die Wohnungseigentümergemeinschaft ist nach § 9a Abs. 1 S. 1 WEG voll rechtsfähig und parteifähig. Sie ist weder eine juristische Person noch eine Gesellschaft bürgerlichen Rechts, aber als Verband anzusehen.

## Verbrauchereigenschaft
Im Beschluss VIII ZR 243/13 des Bundesgerichtshofs vom 25. März 2015 wurde folgendes anerkannt:
BGB § 13, § 14
a) Die Wohnungseigentümergemeinschaft ist im Interesse des Verbraucherschutzes der in ihr zusammengeschlossenen, nicht gewerblich handelnden natürlichen Personen dann einem Verbraucher gemäß § 13 BGB gleichzustellen, wenn ihr wenigstens ein Verbraucher angehört und sie ein Rechtsgeschäft zu einem Zweck abschließt, der weder einer gewerblichen noch einer selbständigen beruflichen Tätigkeit dient.
b) Beim Abschluss von Rechtsgeschäften mit Dritten – wie etwa einem Energielieferungsvertrag zur Deckung des eigenen Bedarfs – handelt die Wohnungseigentümergemeinschaft in der Regel zum Zwecke der privaten Vermögensverwaltung ihrer Mitglieder und damit nicht zu gewerblichen Zwecken.
Aus Beschluss VIII ZR 243/13 des Bundesgerichtshofs vom 25. März 2015 folgt:
Auf Wohnungseigentümergemeinschaften, die Verbraucher gemäß § 13 BGB sind, ist der Verbraucherschutz zwingend anzuwenden.
Wird einem Verbraucher (Wohnungseigentümergemeinschaft gem. § 13 BGB) eine ihm rechtmäßig zustehende Leistung verweigert, z. Bsp. die Verhinderung der Eröffnung eines WEG-Kontos – vertreten durch den gewerblichen Verwalter – bei Sparkassen/Banken mangels eines einschlägigen Angebots von Sparkassen/Banken, so handelt es sich dabei um einen Verbraucherschutzverstoß.

## Gemeinschaftskonten
Im Beschluss V ZB 32/05 des Bundesgerichtshofs vom 2. Juni 2005 wurde die Teilrechtsfähigkeit der Wohnungseigentümergemeinschaft anerkannt.
Im Beschluss VIII ZR 243/13 des Bundesgerichtshofs vom 25. März 2015 wurde folgendes anerkannt:
- Eine WEG ist Verbraucher im Sinne von § 13 BGB, wenn sie weder gewerblich noch selbständig beruflich tätig ist, und wenn wenigstens ein Mitglied der Gemeinschaft Verbraucher ist.
- An der Verbrauchereigenschaft der WEG ändert sich auch nichts dadurch, dass die Gemeinschaft beim Vertragsabschluss von einem gewerblichen Verwalter vertreten wird.

Aus dem Beschluss VIII ZR 243/13 ergibt sich unter anderem, dass
- die Gemeinschaftskonten für Bewirtschaftung und Rücklagen der Wohnungseigentümergemeinschaft als Privat(giro)konten der Wohnungseigentümergemeinschaft zu eröffnen und zu führen sind und nicht als (betrieblich genutzte) Geschäfts(giro)konten der Verwaltung,
- (Liefer-)verträge für z. B. Gas und Wasser für die Wohnungseigentümergemeinschaft sind für Privatkunden und nicht für Geschäftskunden abzuschließen. Der Abschluss eines Energielieferungsvertrags durch eine Wohnungseigentümergemeinschaft ist ein Geschäft der privaten Vermögensverwaltung.

Vor der Anerkennung der Teilrechtsfähigkeit der WEG konnten Gemeinschaftskonten nur als Treuhandkonten, Kontoinhaber: Die Verwaltung, eröffnet und geführt werden. Treuhandkonten haben jedoch rechtliche Nachteile für die Wohnungseigentümer.
Nachteile der Treuhandkonten:
- Kontoinhaber: Die Verwaltung
- Kontoform: (betrieblich genutzte) Geschäfts(giro)konten der Verwaltung
- nicht pfändungssicher und nicht insolvenzfest gegenüber Verbindlichkeiten der Verwaltung
- Sparkassen/Banken haben ein Aufrechnungs- und/oder Zurückbehaltungsrecht wegen Forderungen Dritter gegen die Verwaltung
- Mit Treuhandkonten, bei denen der Kontoinhaber die Verwaltung ist, ist ein Getrennthalten der Gemeinschaftsgelder vom Vermögen der Verwaltung unmöglich. Gelder auf Treuhandkonten werden dem Vermögen der Verwaltung zugerechnet.

Seit Anerkennung der Teilrechtsfähigkeit dürfen für die WEG auch WEG-Eigenkonten eröffnet und geführt werden. Ein anderer Begriff für WEG-Eigenkonten ist auch offene Fremd(geld)konten.
Vorteile der WEG-Eigenkonten
- Kontoinhaber: Die Wohnungseigentümergemeinschaft
- Eigentümer der Gemeinschaftsgelder: die WEG
- Kontoform: Privat(giro)konten der WEG als Verbraucher gemäß § 13 BGB
- pfändungssicher und insolvenzfest gegenüber Verbindlichkeiten der Verwaltung
- kein Aufrechnungs- und/oder Zurückbehaltungsrecht von Sparkassen/Banken wegen Forderungen Dritter gegen die Verwaltung
- Die WEG kann notfalls auf ihre Gemeinschaftskonten zugreifen sowie Auskünfte erhalten.
- Bei einem Verwalterwechsel entfällt der Wechsel des Kontos, da nur eine Änderung der Kontovollmacht und der Verwalteradresse erforderlich ist.
- WEG-Eigenkonten dürfen von der Verwaltung im Rahmen ihrer geschäftlichen Tätigkeit nicht betrieblich genutzt werden. Die Gemeinschaftsgelder dürfen ausschließlich für Belange der Wohnungseigentümergemeinschaft verwendet werden.

## Vermögen und Haftung
Das Gemeinschaftsvermögen besteht aus den im Rahmen der gesamten Verwaltung des gemeinschaftlichen Eigentums gesetzlich begründeten und rechtsgeschäftlich erworbenen Sachen und Rechten sowie den entstandenen Verbindlichkeiten. Dadurch wird deutlich, dass das Gemeinschaftsvermögen nicht nur aus Aktiva, sondern auch aus Passiva besteht. Nach § 9a Abs. 4 WEG haftet jeder Wohnungseigentümer einem Gläubiger nach dem Verhältnis seines Miteigentumsanteils (§ 16 Abs. 1 Satz 2 WEG) für Verbindlichkeiten der Gemeinschaft der Wohnungseigentümer, die während seiner Zugehörigkeit zur Gemeinschaft entstanden oder während dieses Zeitraums fällig geworden sind. Ein Gläubiger kann einen oder mehrere Wohnungseigentümer unmittelbar anteilig in Anspruch nehmen. Das Gemeinschaftsvermögen der Wohnungseigentümergemeinschaft ist gemäß § 9a Abs. 5 WEG insolvenzunfähig. Für die Haftung nach Veräußerung des Wohnungseigentums ist § 728b BGB entsprechend anzuwenden. Ein ausscheidender Wohnungseigentümer haftet demnach wie ein Gesellschafter einer Offenen Handelsgesellschaft.
Der Verwalter hat nach Ablauf eines Kalenderjahres einen Vermögensbericht zu erstellen (§ 28 Abs. 4 WEG).

## Auflösung
Die Wohnungseigentümergemeinschaft ist gemäß § 11 Abs. 1 WEG unauflöslich. Selbst das Recht eines Pfändungsgläubigers aus § 751 BGB sowie das im Insolvenzverfahren bestehende Recht (§ 84 Abs. 2 InsO), die Aufhebung der Gemeinschaft zu verlangen, ist ausgeschlossen. Tatsächlich besteht jedoch die Möglichkeit der einvernehmlichen Aufhebung und Umwandlung in eine Bruchteilsgemeinschaft (§ 17 WEG). Nur für den Fall, dass das Gebäude zu mehr als 50 % zerstört wird und eine Verpflichtung zum Wiederaufbau durch die Gemeinschaftsordnung nicht besteht, kann die Auflösung verlangt werden. Dann wandelt sich die Wohnungseigentümergemeinschaft in eine Bruchteilsgemeinschaft am Grundstück um.

## International
In Österreich ist die Wohnungseigentümergemeinschaft nach § 2 Abs. 5 WEG 2002 in Verbindung mit § 18 Abs. 1 WEG 2002 ausdrücklich eine juristische Person mit (Teil-)Rechtsfähigkeit, die in Angelegenheiten der Verwaltung der Liegenschaft Rechte erwerben und Verbindlichkeiten eingehen sowie klagen und verklagt werden kann. In der Schweiz gibt es das Stockwerkseigentum, die dazugehörige Gemeinschaft heißt hier Stockwerkseigentümergemeinschaft, eine gesetzlich angeordnete „Rechtsgemeinschaft des Sachenrechts“. Das US-amerikanische Pendant ist die home owner association (HOA). Deren Zuständigkeitsbereich kann aus einzelnen Häusern, Reihenhäusern, Hochhäusern oder Eigentumswohnungen bestehen.

## Rechtliche Einordnung
| Stiftung Anstalt Körperschaft Gebietskörperschaft Personalkörperschaft Verbandskörperschaft Realkörperschaft |

| Rechtsfähige Stiftung Körperschaft Eingetragene Genossenschaft Eingetragener Verein Altrechtlicher Verein Versicherungsverein auf Gegenseitigkeit Kapitalgesellschaft Aktiengesellschaft Investmentaktiengesellschaft REIT-Aktiengesellschaft Gesellschaft mit beschränkter Haftung Kommanditgesellschaft auf Aktien Unternehmergesellschaft (haftungsbeschränkt) |